# Phorbol
Phorbol ist ein Naturstoff, der von zahlreichen Pflanzen, vor allem Wolfsmilchgewächsen und Seidelbastgewächsen, produziert wird. Es wurde erstmals im Jahr 1934 aus Crotonöl extrahiert. Phorbol selbst ist ein relativ ungefährlicher Alkohol, jedoch sind insbesondere seine Ester toxisch und für zahlreiche Vergiftungen verantwortlich.

## Chemische Struktur und Synthese

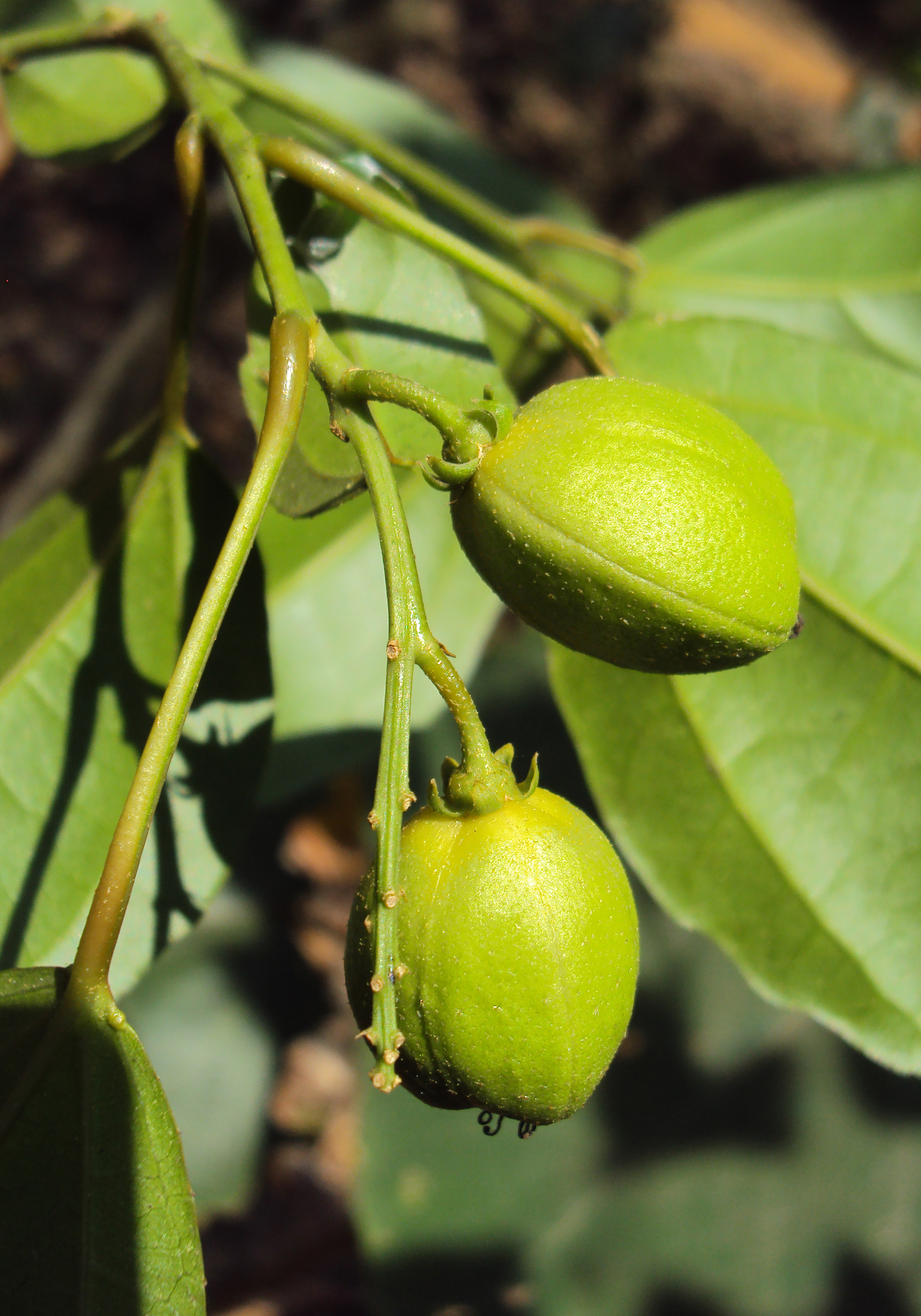
Phorbol wurde erstmals aus dem Öl des Krotonölbaums (Croton tiglium) extrahiert.

Phorbol ist ein tetrazyklisches Diterpen und chemisch ähnlich zu anderen Toxinen der Wolfsmilchgewächse wie Ingenolmebutat und der Seidelbastgewächse wie Daphnetoxin und Mezerein. Wie für viele Naturstoffe ist die Totalsynthese herausfordernd, aber möglich. Durch die erfolgreiche Totalsynthese ist es möglich, chemisch ähnliche Verbindungen die nicht in der Natur verfügbar sind, im Labor zu studieren und deren Potential als Wirkstoffe zu bewerten.

## Natürliche Vorkommen und Extraktion
Phorbol wurde erstmals aus Crotonöl extrahiert, das auf Grund seiner medizinischen Anwendungen und seiner Giftigkeit einige Aufmerksamkeit auf sich gezogen hatte. Die Giftigkeit des Crotonöls wird durch achtzehn leicht verschiedene Diester des Phorbols verursacht, die durch Auswaschen mit Methanol und anschließende Aufreinigung extrahiert werden können.

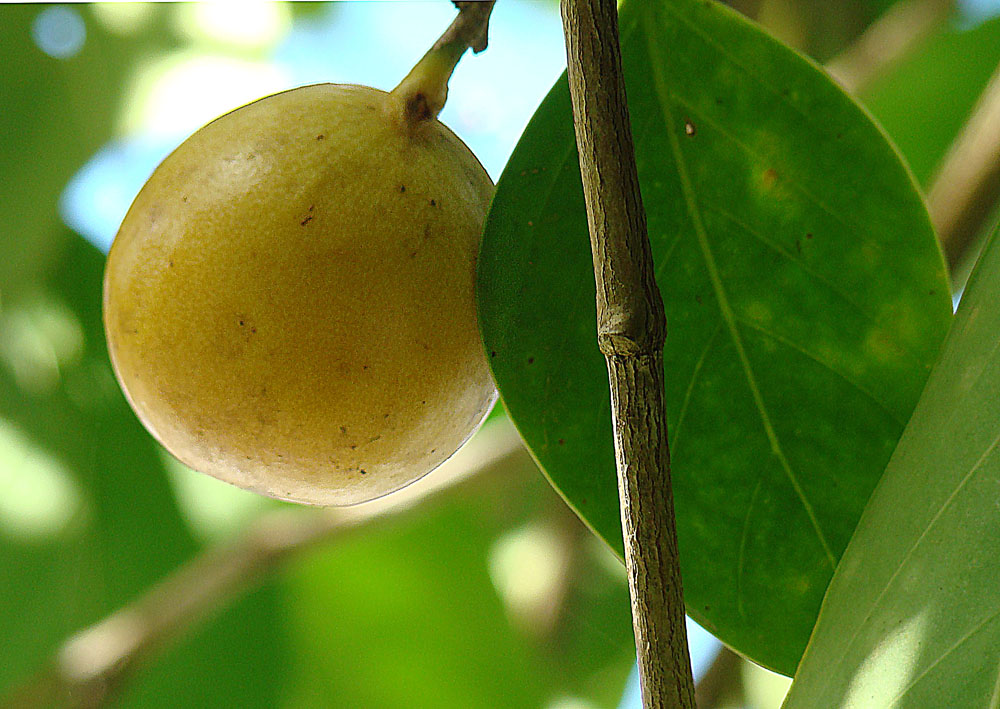
Ein Äpfelchen des Todes, ', Früchte des Manchinelbaum (Hippomane mancinella).

Phorbolester haben einen substantiellen Beitrag zur Giftigkeit des Manchinelbaums und seiner Früchte, der Manzanilla de la muerte (Äpfelchen des Todes).

## Vergiftungserscheinungen
Phorbolester wie beispielsweise Phorbol-12-myristat-13-acetat imitieren 1,2-Diacylglycerine, einen Aktivator der Proteinkinase C. Diese Proteinkinase ist eine Schlüsselkomponente der zelluläre Signaltransduktion, die dadurch massiv gestört wird.
Pflanzen mit höheren Gehalten an Phorbolestern sind problematische Futtermittel in der Tiermast von Pflanzenfressern. Vergiftungen bei Menschen sind durch Honig oder den Konsum von phorbolhaltigen Pflanzenteilen bekannt.

## Grundlagenforschung
Zahlreiche Ester des Phorbols haben biologisch bemerkenswerte Eigenschaften. In der Grundlagenforschung werden sie zur Induktion von Tumoren und zur Verstärkung der Ausschüttung von Neurotransmittern verwendet.